# Vinogradets
Vinogradets (bulgariska: Виноградец) är ett distrikt i Bulgarien.   Det ligger i kommunen Obsjtina Septemvri och regionen Pazardzjik, i den centrala delen av landet, 80 km sydost om huvudstaden Sofia.
Omgivningarna runt Vinogradets är en mosaik av jordbruksmark och naturlig växtlighet. Runt Vinogradets är det ganska tätbefolkat, med 96 invånare per kvadratkilometer.